# Nikolaikirche (Appingedam)

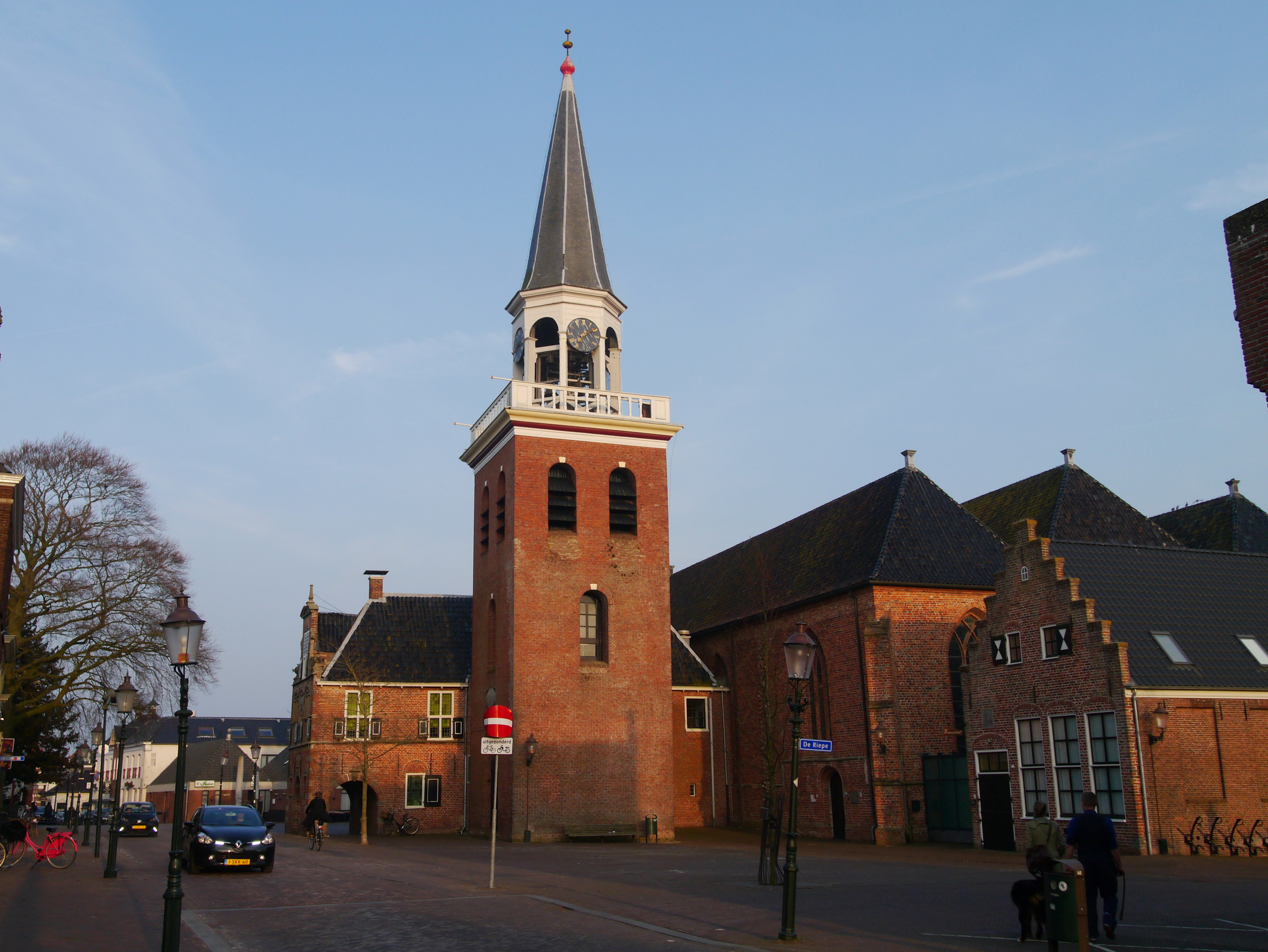
Nikolaikirche (Appingedam)

Die Nikolaikirche (niederländisch Nicolaïkerk oder Nicolaaskerk) ist eine romanisch-gotische Hallenkirche in der niederländischen Stadt Appingedam. Diese größte Kirche in den Groninger Ommelanden gehört zu den Top 100 der niederländischen Kulturdenkmäler.

## Baugeschichte

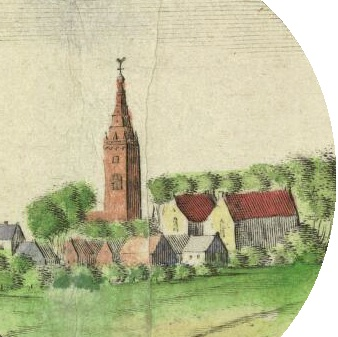
Die Nicolaikerk mit dem Turm, der 1834 abgerissen wurde, in der Kartusche der Coenders-Karte von ca. 1675

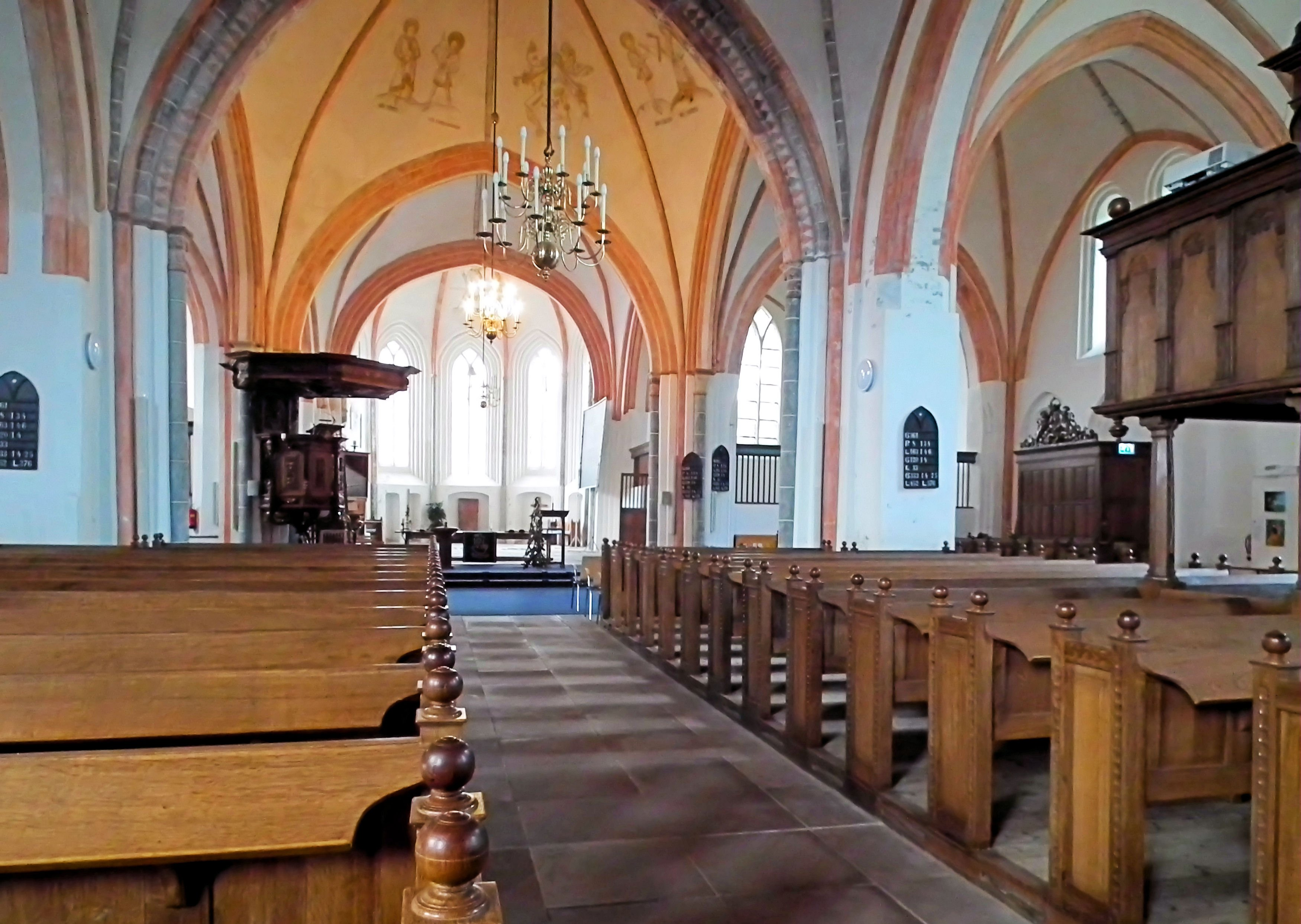
Innenansicht nach Osten

Die Nikolaikirche liegt an der Wijkstraat, der traditionellen Hauptstraße von Appingedam. Unmittelbar daneben wurde das Spätrenaissance-Rathaus von 1630 erbaut.
Der älteste Teil der Kirche stammt vom Anfang des 13. Jahrhunderts. Möglicherweise gab es an dieser Stelle schon vorher eine Kirche. Im Jahr 1225 wurde eine Hallenkirche gebaut, die Maria gewidmet war. Das Wachstum, das die Stadt Appingedam im Mittelalter erlebte, führte wahrscheinlich dazu, dass die Kirche bereits in der zweiten Hälfte des 13. Jahrhunderts erneuert wurde. Der Chor wurde vergrößert, zu Beginn des 14. Jahrhunderts wurde er erneut erweitert und erhielt einen fünfseitigen Abschluss. Im Jahr 1331 war die Kirche noch dem Patronat Mariens anvertraut, einige Zeit später muss der Heilige Nikolaus zum Schutzpatron geworden sein. Im Jahr 1408 wird sein Name zum ersten Mal im Zusammenhang mit der Kirche erwähnt.
Im 15. Jahrhundert wurden die Seitenschiffe der kreuzförmigen Kirche zur heutigen Hallenkirche erweitert. Die Enden der Seitenschiffe sind noch deutlich zu erkennen, da der Anbau durch große gotische Spitzbogenfenster gekennzeichnet ist, während die ursprünglichen Seitenschiffe kleinere Rundbogenfenster aufweisen. Zu Beginn des 16. Jahrhunderts wurden die Seitenschiffe durch eine Südkapelle (die Josefkapelle) und etwas später durch eine Nordkapelle (die Marienkapelle) abgeschlossen.
Nach der Kapitulation von Groningen wurde die römisch-katholische Nikolaikirche 1594 in eine protestantische Kirche umgewandelt. Dies hatte Folgen für das Innere. Alle katholischen Ausstattungsstücke verschwanden und die Wände wurden weiß getüncht. Im 17. Jahrhundert wurden eine reich geschnitzte Kanzel (1665), ein Taufgitter und mehrere Herrschaftsgestühle hinzugefügt.
Der ursprüngliche Kirchturm wurde 1554 durch einen freistehenden Turm ersetzt. Er ist auf dem Stadtbild von Appingedam in der Kartusche am unteren Rand der Karte von Groningen und der Ommelande (Coenders-Karte) von 1678 abgebildet und wurde 1834 wegen Baufälligkeit abgerissen. Der heutige, mächtige, aber nicht hohe Glockenturm stammt aus dem Jahr 1835 und hat eine Höhe von 41 Metern.
Die Kirche wurde zwischen 1948 und 1953 unter der Leitung der Architekten A. R. Wittop Koning und Rienk Offringa restauriert. Im Jahr 2008 wurde in der Marienkapelle ein archäologischer Informationspunkt eingerichtet. Die Josefskapelle ist als Gebetsraum eingerichtet worden.

## Fresken

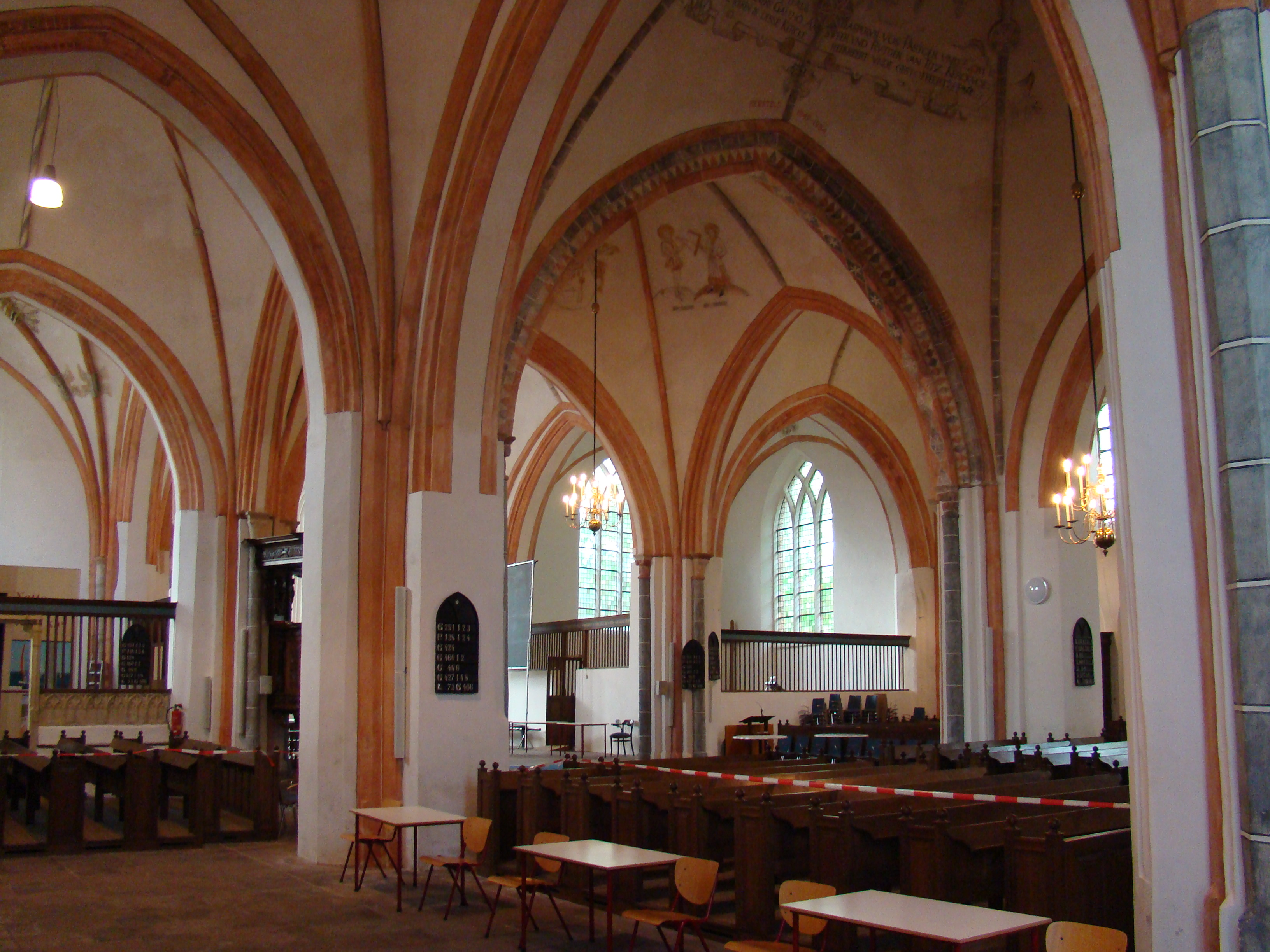
Der Innenraum mit dem Fresko der Quatuor Coronati im Kreuzgewölbe

Bei der Restaurierung Anfang der 1950er Jahre wurden in der Kirche einige Wandmalereien unter einer dicken Kreideschicht entdeckt und es wurde beschlossen, sie freizulegen. Dazu gehört eine Darstellung des Heiligen Nikolaus von Myra im Gewölbe der Chorapsis. Im östlichen Teil des Chorgewölbes sind die vier gekrönten Märtyrer (Quatuor Coronati) abgebildet: Claudius mit einem Zirkel, Nicostratus mit einem Winkel, Castorius mit einem Meißel und Symphorianus mit einer Kelle. Zwischen diesen Schutzheiligen der mittelalterlichen Bauzünfte befindet sich ein Wappen im spätgotischen Stil, dessen Schild eine Reihe von Bauwerkzeugen zeigt. Die Malereien werden auf die Mitte des 15. Jahrhunderts datiert.

## Orgeln

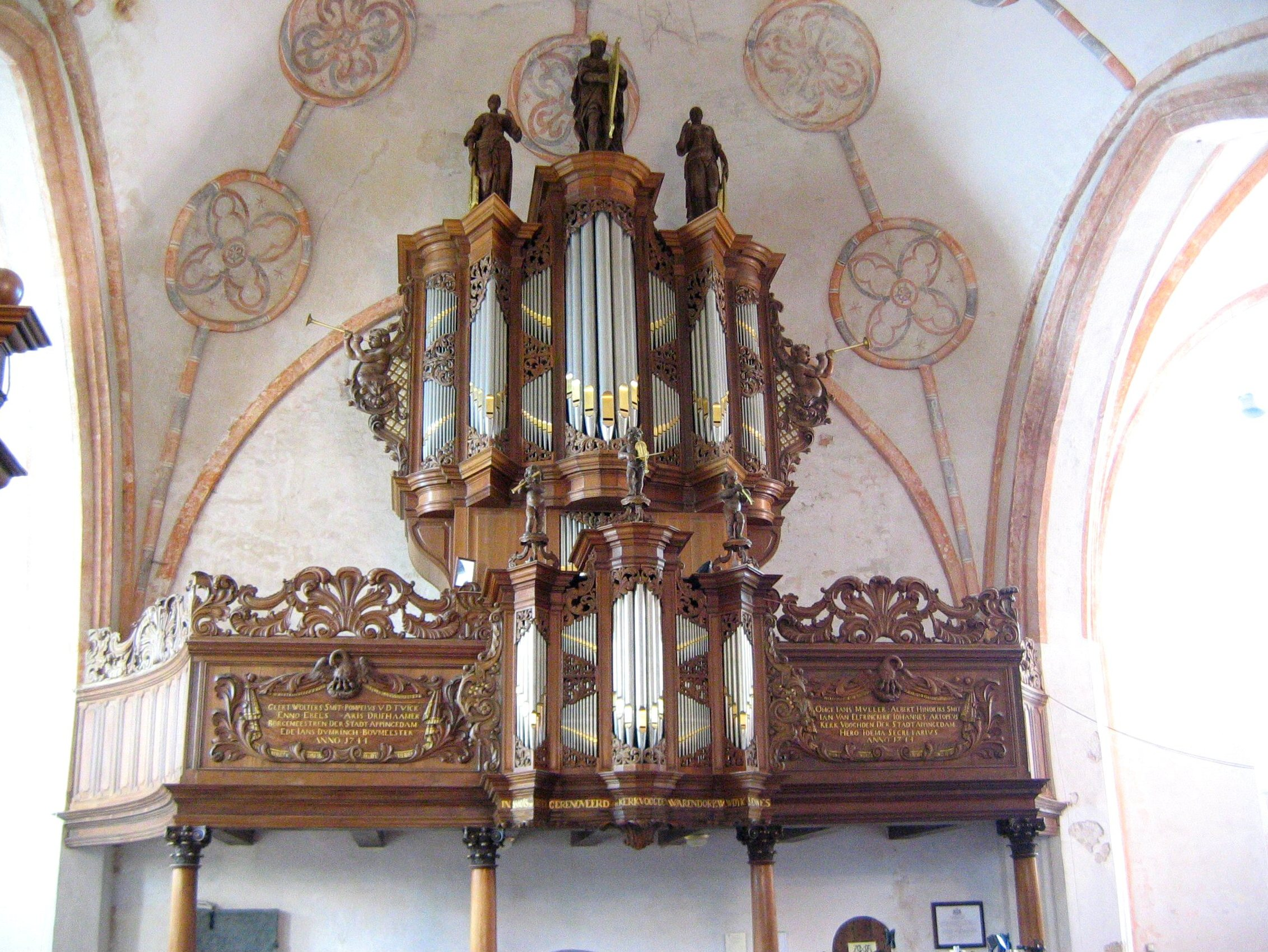
Hinsz-Orgel, 1744

Die Nicolaikirche besitzt eine zweimanualige Orgel, die 1744 von Albertus Antonius Hinsz gebaut wurde. Hinsz verwendete Pfeifen der Chororgel des 16. Jahrhunderts, die von Andreas de Mare um 1571 erweitert und von Daniël Bader und Anthoni Waelckens 1638 vergrößert und umgesetzt wurde. Aufgeteilt auf das Hauptwerk und das Rückpositiv, verfügte die Orgel über 20 Register und ein angehängtes  Pedal. Ein unbekannter Orgelbauer arbeitete 1719 an dem Instrument, möglicherweise Gerhard von Holy. 1810 erfolgte ein Umbau, wahrscheinlich durch den Orgelbauer Heinrich Hermann Freytag. Im Jahr 1842 entfernte Petrus van Oeckelen die sichtbaren Prospektpfeifen und 1884 änderten seine Söhne die Disposition. Bei der Restaurierung der Kirche ab 1948 wurde die Orgel demontiert und 1954 wieder aufgebaut.
In den Jahren 1967–1970 wurde die Orgel im Zustand von 1744 von der Firma Van Vulpen aus Utrecht vollständig restauriert. Im Jahr 1988 nahm Mense Ruiter Änderungen an der Stimmung und der Traktur vor.
Bei einer umfassenden Restaurierung durch die Orgelmakerij Reil in Heerde, die 2016 begonnen und im September 2017 abgeschlossen wurde, wurde das angehängte Pedal durch ein freies, hinterständiges Pedal ersetzt, was dem Klang mehr Tiefe verleiht und die Möglichkeiten des Repertoires erheblich erweitert. Die ersten Pläne für diese Erweiterung stammen aus den späten 1940er Jahren, aber die Umsetzung wurde erst nach 70 Jahren möglich, auch dank eines Vermächtnisses. Der erforderliche Platz für die Pedalwindlade mit den vier zusätzlichen Registern wurde hinter der Orgel gefunden, so dass die Erweiterung fast unsichtbar ist. Damit hat die Hauptorgel 24 Register auf zwei Manualen und Pedal.
Die Disposition lautet:
| I Hoofdwerk C–c3  |       |       |
| Gedakt            | 16′   | H/O/V |
| Praestant         | 8′    | H/O   |
| Holpyp            | 8′    | M/O   |
| Octaav            | 4′    | M/H   |
| Holpyp            | 4′    | M     |
| Octaav            | 2′    | A     |
| Sifflet           | 1 ⁄2′ | O/V   |
| Mixtuur IV–VI B/D |       | M/H/R |
| Cimbel III D      |       | R     |
| Trompet           | 8′    | O/V   |
| Dulciaan          | 8′    | M/H   |
| Cornet B          | 2′    | M     |

| II Rugwerk C–c3    |       |       |
| Fluitdoes          | 8′    | H     |
| Praestant          | 4′    | H/O   |
| Quintadena         | 4′    | M/H/V |
| Superoctaav        | 2′    | M/H   |
| Fluit              | 2′    | M/H   |
| Sifflet            | 1 ⁄2′ | V     |
| Sexquialter II–III |       | H/R   |
| Tregter Regaal     | 8′    | R     |

| Pedaal C–d1 |     |   |
| Bourdon     | 16′ | R |
| Octaaf      | 8′  | R |
| Octaaf      | 4′  | R |
| Bazuin      | 16′ | R |

- Koppel: II/I, I/P
- Tremulant
- Spielhilfen: 2 Sperrventile (Afsl. Ventyl tot Manuaal, Afsl. Ventyl tot Rugpositiv)

M = de Mare (um 1571)
A = Anonym (1719), vielleicht Gerhard von Holy
H = Hinsz (1744)
O = Van Oeckelen (1842–1884)
V = van Vulpen (1967)
R = Reil (2017)
In der Kirche befinden sich außerdem zwei kleine Orgeln: eine einmanualige Chororgel mit fünf Registern, die 1967 von der Utrechter Firma J. de Koff gebaut wurde, und in der Josefskapelle eine Orgel von Pels & Van Leeuwen aus dem Jahr 1970 mit vier Registern.

## Schwingende Glocken und Glockenspiel
In der Spitze des Turms hängen drei schwingende Glocken. Bereits 1620 besaß der alte Turm ein Glockenspiel mit elf Glocken, das von dem Glockengießer François Simon angefertigt wurde. In den ersten Jahrzehnten des 19. Jahrhunderts durften sie nicht mehr geläutet werden, da der Turm zu dieser Zeit baufällig war. Sie wurden dann in den neuen Turm von 1835 eingebaut, aber 1911 durch 25 Glocken von John Taylor ersetzt. Nach Änderungen in den Jahren 1979, 1991 und 2000 besteht das Glockenspiel heute aus 51 Glocken.

## Trivia
- Synco Reijnders (1793–1873), Bürgermeister von Appingedam und ein wichtiger Führer der Groninger Bürgerschaft, schrieb in der allerersten Ausgabe des Groningsche Volksalmanak (1837) anlässlich der Erneuerung des baufälligen Turms der Nikolaikirche ein umfangreiches Lobgedicht.
- Aufgrund des Freskos der Quatuor Coronati (Schutzheilige der Baumeister und Bildhauer) in den Gewölben wird die Nikolaikirche manchmal mit der Freimaurerei in Verbindung gebracht.

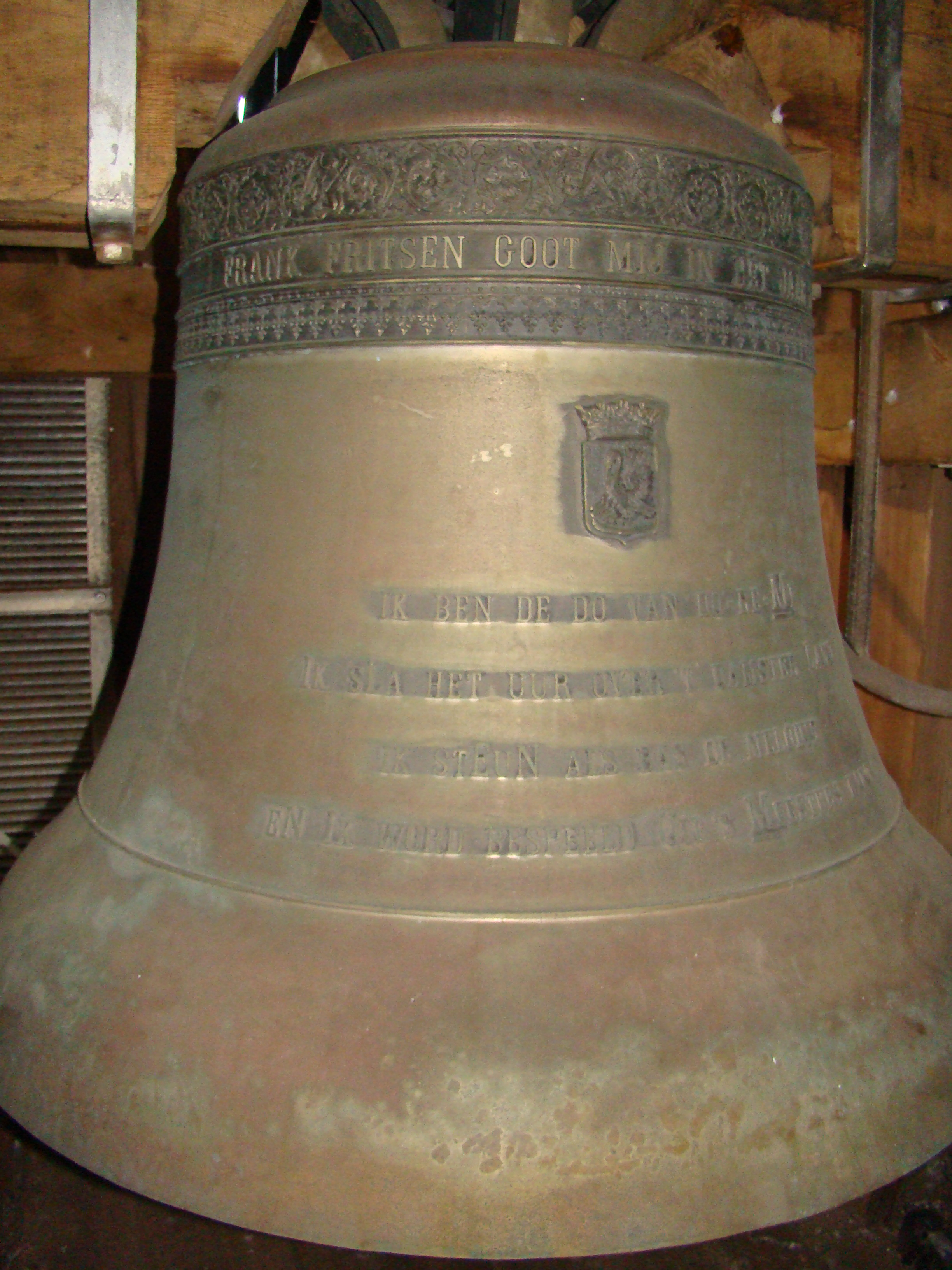
Eine der Glocken.
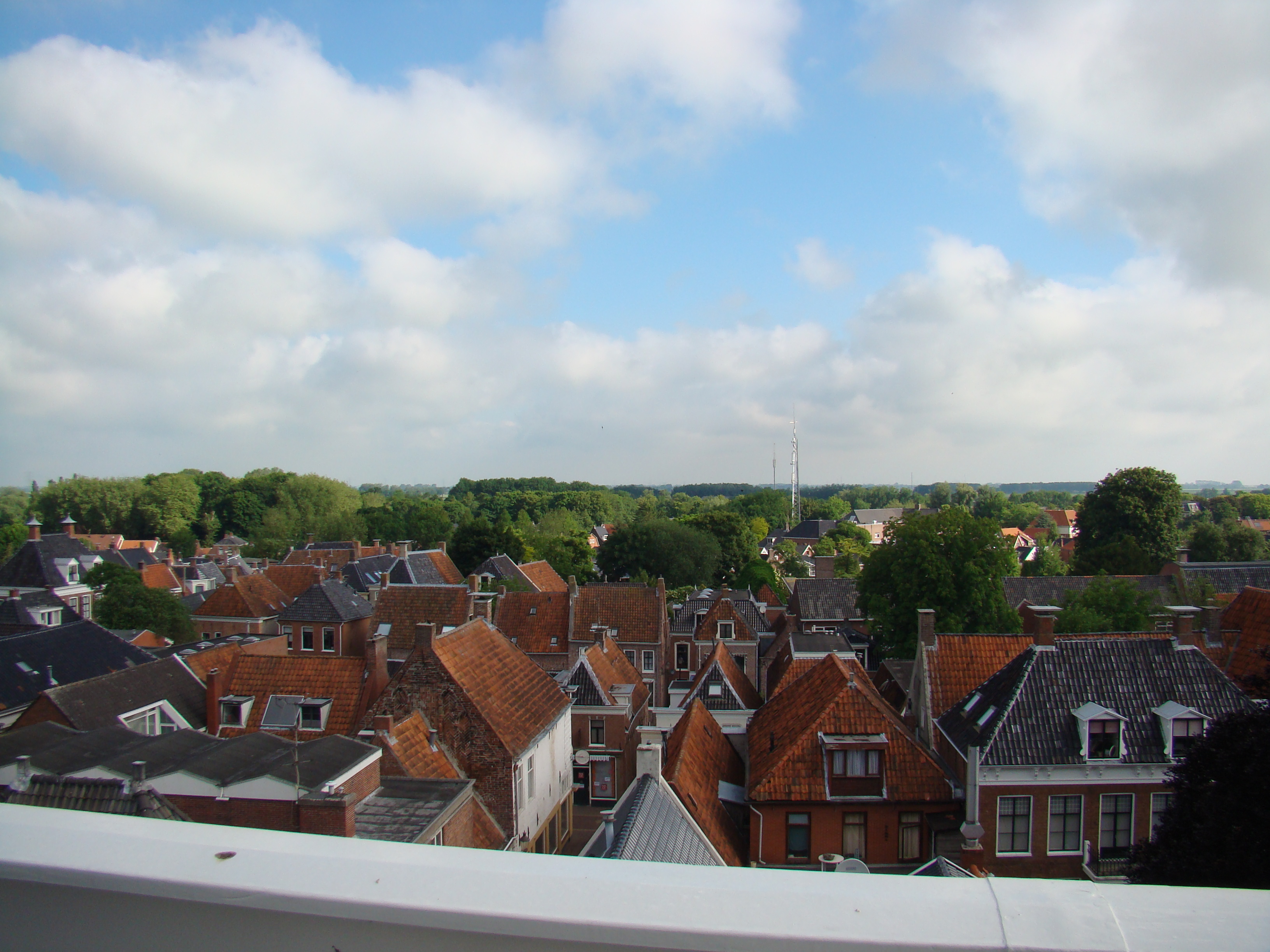
Blick vom Turm.
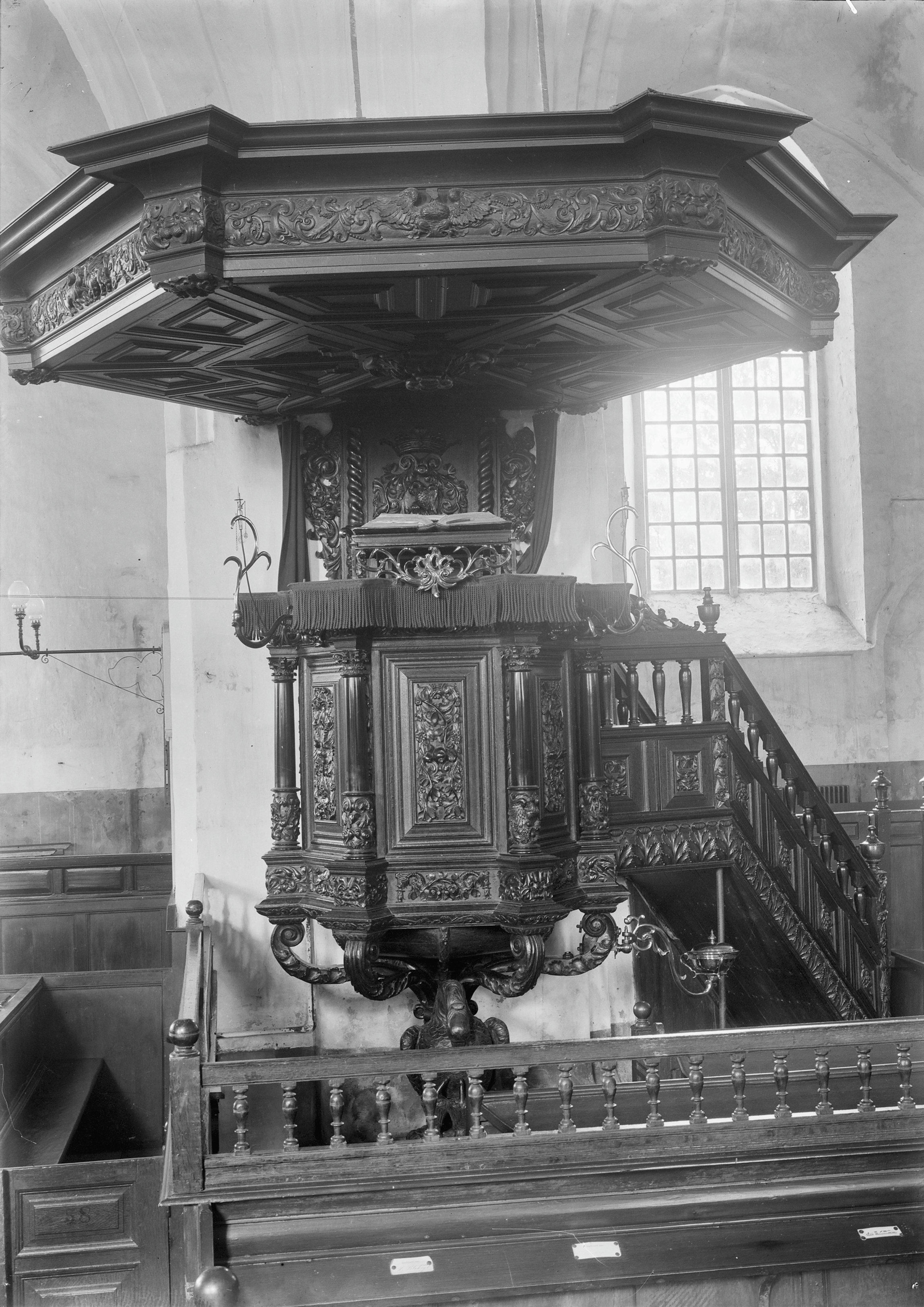
Kanzel
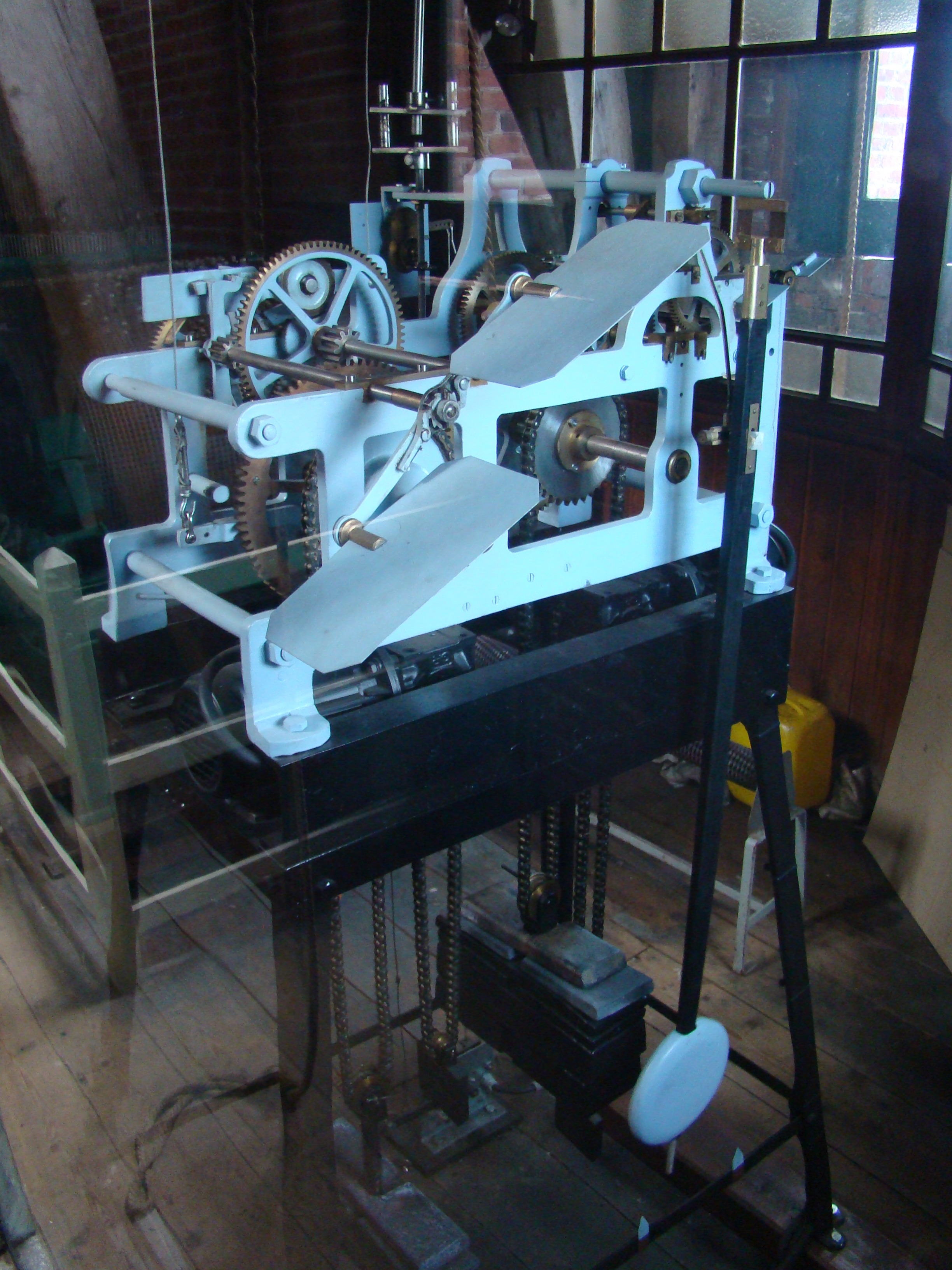
Uhrwerk.